# 1991-es Formula–1 francia nagydíj
A francia nagydíj volt az 1991-es Formula–1 világbajnokság hetedik futama.

## Futam
A francia nagydíjat Paul Ricard után egy új helyszínen, Magny-Cours-ban tartották. Patrese szerezte meg a pole-t Prost, Senna és Mansell előtt. A rajtnál Patresének váltóproblémái akadtak, így jelentősen visszaesett, így Prost vezetett Mansell, Senna és Berger előtt. Berger az előző futamhoz hasonlóan ismét hamar kiesett motorhiba miatt. Az élen Mansell a 22. körben megelőzte Prost Ferrariját, de a francia a boxkiállásoknál visszaelőzte Mansellt. A brit azonban ismét megközelítette a lekörözésekkor és az 54. körben az Adelaide hajtűkanyarban külső íven megelőzte, majd előnyét növelte. Mansell győzött Prost, Senna, Alesi, Patrese és de Cesaris előtt.
|         | Rsz. | Versenyző          | Csapat             | Körök | Idő/Kiesések    | Rajthely | Pontok |
| ------- | ---- | ------------------ | ------------------ | ----- | --------------- | -------- | ------ |
| 1       | 5    | Nigel Mansell      | Williams-Renault   | 72    | 1:38:00,056     | 4        | 10     |
| 2       | 27   | Alain Prost        | Ferrari            | 72    | + 5,003         | 2        | 6      |
| 3       | 1    | Ayrton Senna       | McLaren-Honda      | 72    | + 34,934        | 3        | 4      |
| 4       | 28   | Jean Alesi         | Ferrari            | 72    | + 35,920        | 6        | 3      |
| 5       | 6    | Riccardo Patrese   | Williams-Renault   | 71    | + 1 kör         | 1        | 2      |
| 6       | 33   | Andrea de Cesaris  | Jordan-Ford        | 71    | + 1 kör         | 13       | 1      |
| 7       | 15   | Maurício Gugelmin  | Leyton House-Ilmor | 70    | + 2 kör         | 9        |        |
| 8       | 20   | Nelson Piquet      | Benetton-Ford      | 70    | + 2 kör         | 7        |        |
| 9       | 23   | Pierluigi Martini  | Minardi-Ferrari    | 70    | + 2 kör         | 12       |        |
| 10      | 12   | Johnny Herbert     | Lotus-Judd         | 70    | + 2 kör         | 20       |        |
| 11      | 26   | Érik Comas         | Ligier-Lamborghini | 70    | + 2 kör         | 14       |        |
| 12      | 25   | Thierry Boutsen    | Ligier-Lamborghini | 69    | + 3 kör         | 16       |        |
| Kiesett | 19   | Roberto Moreno     | Benetton-Ford      | 63    | Fizikai állapot | 8        |        |
| Kiesett | 4    | Stefano Modena     | Tyrrell-Honda      | 57    | Váltó           | 11       |        |
| Kiesett | 14   | Olivier Grouillard | Fondmetal-Ford     | 47    | Olaj szivárgás  | 21       |        |
| Kiesett | 29   | Eric Bernard       | Lola-Ford          | 43    | Erőátvitel      | 23       |        |
| Kiesett | 22   | Jyrki Järvilehto   | Dallara-Judd       | 39    | Defekt          | 26       |        |
| Kiesett | 8    | Mark Blundell      | Brabham-Yamaha     | 36    | Kicsúszás       | 17       |        |
| Kiesett | 30   | Szuzuki Aguri      | Lola-Ford          | 32    | Erőátvitel      | 22       |        |
| Kiesett | 9    | Michele Alboreto   | Footwork-Ford      | 31    | Váltó           | 25       |        |
| Kiesett | 7    | Martin Brundle     | Brabham-Yamaha     | 21    | Váltó           | 24       |        |
| Kiesett | 3    | Nakadzsima Szatoru | Tyrrell-Honda      | 12    | Kicsúszás       | 18       |        |
| Kiesett | 24   | Gianni Morbidelli  | Minardi-Ferrari    | 8     | Ütközés         | 10       |        |
| Kiesett | 16   | Ivan Capelli       | Leyton House-Ilmor | 7     | Kicsúszás       | 15       |        |
| Kiesett | 2    | Gerhard Berger     | McLaren-Honda      | 6     | Motorhiba       | 5        |        |
| Kiesett | 32   | Bertrand Gachot    | Jordan-Ford        | 0     | Kicsúszás       | 19       |        |
| NK      | 11   | Mika Häkkinen      | Lotus-Judd         |       |                 |          |        |
| NK      | 18   | Fabrizio Barbazza  | AGS-Ford           |       |                 |          |        |
| NK      | 17   | Gabriele Tarquini  | AGS-Ford           |       |                 |          |        |
| NK      | 10   | Stefan Johansson   | Footwork-Ford      |       |                 |          |        |
| NeK     | 21   | Emanuele Pirro     | Dallara-Judd       |       |                 |          |        |
| NeK     | 34   | Nicola Larini      | Lambo-Lamborghini  |       |                 |          |        |
| NeK     | 35   | Eric van de Poele  | Lambo-Lamborghini  |       |                 |          |        |
| NeK     | 31   | Pedro Chaves       | Coloni-Ford        |       |                 |          |        |

## A világbajnokság állása a verseny után
| H  | Versenyzők       | Pont | H  | Konstruktőrök    | Pont |
| -- | ---------------- | ---- | -- | ---------------- | ---- |
| 1. | Ayrton Senna     | 48   | 1. | McLaren-Honda    | 58   |
| 2. | Nigel Mansell    | 23   | 2. | Williams-Renault | 45   |
| 3. | Riccardo Patrese | 22   | 3. | Ferrari          | 25   |
| 4. | Alain Prost      | 17   | 4. | Benetton-Ford    | 21   |
| 5. | Nelson Piquet    | 16   | 5. | Tyrrell-Honda    | 11   |

## Statisztikák
Vezető helyen:
- Alain Prost: 44 (1-21 / 32-54)
- Nigel Mansell: 28 (22-31 / 54-72)

Nigel Mansell 17. győzelme, 20. leggyorsabb köre, Riccardo Patrese 6. pole-pozíciója.
- Williams 46. győzelme.